# スージー・ギブソン
スージー・ギブソン（Susie Gibson、1890年10月31日 - 2006年2月16日）は、アメリカ・アラバマ州に在住していた、世界第3位の長寿であった女性。
1915年に結婚し、ミシシッピ州からアラバマ州北西部に移住。1955年に夫が死去。息子も1987年に70歳で死去。この時彼女は既に97歳であった。104歳までは一人暮らしをしていたが、後にアラバマ州に移った。2004年11月、114歳の時にインタビューを受けた際には1時間以上も流暢に話し、その際、はっきりとタイタニック号が沈没したときのことを覚えていたという。
2006年2月、115歳108日で死去。
なお、生年が1890年ではなく1889年と主張されていたこともあったが、現在は1890年生まれと認定されている。